# هاروی وود
هاروی وود (انگلیسی: Harvey Wood; ۱۰ آوریل ۱۸۸۵ – ۱۸ دسامبر ۱۹۵۸) بازیکن هاکی روی چمن اهل بریتانیا بود.